# Януш Рігер
Януш Анджей Рігер (пол. Janusz Andrzej Rieger) (20 вересня 1934, Краків) — польський мовознавець, доктор філологічних наук з 1976, професор з 1989.

## Біографія
У юності Януш Рігер був скаутським інструктором і вівтарником у костелі св. Флоріана, де був вікарієм отець Кароль Войтила. Разом із братом Януш Рігер належав до т. зв Середовища, студентська пасторська група, зосереджена навколо Войтили, яка відкидала марксистську доктрину. Як член Середовища  брав участь у семінарах та екскурсійних поїздках, організованих Каролем Войтилою.
Закінчив 1955 Ягеллонський (Краків) університет.
З 1960 працює в Інституті славістики Польської Академії Наук, у 1972—1991 завідував тут сектором української мови, а 1993 — полоністичним центром.
Викладач університетів:
- Варшавського (1956—1965),
- Лодзинського (1968—1982),
- Католицького в Любліні (1988—1990).

## Праці
Основні праці:
- з української діалектології:
  - «Atlas gwar bojkowskich» («Атлас бойківських говірок», т. 1-7, 1980-91, у співавт.);
  - «Про декілька запозичень з румунської мови в західноукраїнських говорах Карпат і Підкарпаття» (1979);
  - «Ще про впливи польські та словацькі на говірки лемків» (Вроцлав, 1982);
  - «Лексика центральної Лемківщини (матеріали до словника, 1987);
  - «Визначення зон в говірках лемків і пограниччя лемківсько-бойківського» (1987);
  - «Словник говірки лемків з околиць Грибова» (1988);
  - «З топономастики лемківської та бойківської» (1966);
  - «Slownictwo i nazewnictwo lemkowskie» (Варшава, 1995);
  - «Лексика та ономастика Лемківщини» (1995, обидві — польською мовою);
  - «A Lexical Atlas of the Hutsul Dialects of the Ukrainian Language» («Лексичний атлас гуцульських говірок», 1996);
- з ономастики:
  - «Гідроніми басейну Сяну» (1969);
  - «Назви річок басейну Варти» (1975);
  - «Гідроніми басейну Віслоку» (1988, у співавт.);
  - «Особові назви сільського населення в Сяноцькій і Перемиській землі XV ст.» (1977, усі — польс. мовою).

Засновник і співредактор «Studia nad polszczyzną kresową» («Студії над польською мовою пограниччя», т. 1— 10, 1982—2001), відповідальний редактор 3-го тому «Общекарпатского диалектологического атласа» (1991).